# الذيل الأحمر يولد من جديد (فلم)
الذيل الأحمر يولد من جديد (بالإنجليزية: Red Tail Reborn) هو فيلم وثائقي تاريخي لعام 2007، من تأليف آدم وايت، عن مشروع الذيل الأحمر التذكاري لسلاح الجو. يتضمن المشروع ترميم وعرض وصيانة طائرة موستانج بي 51 من طراز الحرب العالمية الثانية، وهي طائرة تابعة لسلاح الجو الأمريكي 332 دي مجموعة مقاتلة. يعد معرض هذه الطائرة بمثابة تكريم للسفر والطيران لطياري توسكيجي. إضافةً إلى زيادة الوعي بالمتاعب التي يواجهها طيارو توسكيجي، عمل هذا الفيلم على تسليط الضوء على جهود جمع التبرعات لمشروع الذيل الاحمر لإعادة بناء الطائرة بعد تحطمها عام 2004.
بث الفيلم في البداية وصدر على دي في دي في عام 2007 في مسقط رأس المخرج ولاية أوهايو، وفاز بجائزة إيمي المحلية. في العام التالي، جرى بثه على الصعيد الوطني أول مرة على محطات خدمات البث العامة بي بي أس كان للفيلم تكملة بعنوان (رحلة الذيل الأحمر).

## القصة
وصفت صحيفة ريد تيل ريبورن، من قبل أول موفي، بأنها قصة الطيارين الأمريكيين الأفارقة الشجعان الذين خاطروا بأرواحهم لضمان أن يسود السلام، وقصة الشعب الذي كرس حياته لضمان عدم نسيانه. تروي ثلاث قصص في قصة واحدة: قصة طياري توسكيجي، وتاريخ الطائرات ذات الذيل الأحمر التي حلقوا بها (أحدها موضوع جهود الترميم)، وقصة الراحل دون هينز الذي حطم أول ترميم موستانج في عام 2004.
يسلط الفيلم الضوء على شجاعة وبطولة طياري توسكيجي في أثناء خدمتهم بوصفهم مرافقي قاذفات لقوات الحلفاء في المسرح الأوروبي للحرب العالمية الثانية. وهو يوثق أن طياري توسكيجي كانوا أول الطيارين العسكريين الأمريكيين من أصل أفريقي في البلاد في الحرب العالمية الثانية، على الرغم من الصور  النمطية المعاصرة للرجال الأمريكيين من أصل أفريقي على أنهم يفتقرون إلى الصفات الفكرية والعاطفية الأساسية اللازمة للطيران. حتى أن الفيلم يعرض وثائق حكومية تسخر من الرجال الأمريكيين من أصل أفريقي على أنهم دون المستوى المطلوب و«جبناء». يصف الفصل العنصري الذي يعاني منه الضباط العسكريون الأمريكيون من أصل أفريقي، ويصف كيفية تميز هؤلاء الطيارون بسجلهم.
تفاصيل تطور مهمة مشروع الذيل الأحمر وإعادة التفاني لهذا الحماس عندما لقي قائد البعثة حتفه في أثناء تحليقه بطائرة تكريما لطياري توسكيجي. يتضمن ذلك شرحًا لمصدر الطائرة وجهود الترميم المختلفة التي أدت إلى مشروع الذيل الأحمر.

## التاريخ والإنتاج

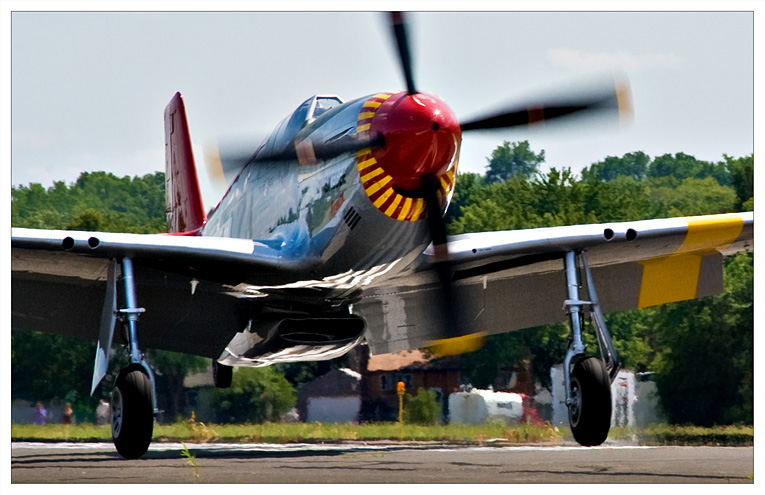
صورة لطائرة موستانج P-51 المستعادة من الحرب العالمية الثانية والتي يقودها مشروع الذيل الأحمر، والتي تحمل اسم طياري توسكيجي، والموصوفة في الفيلم

من بين أولئك الذين أجرى صانع أفلام كليفلاند وايت مقابلات معهم لصنع الفيلم، كان 13 من طياري توسكيجي، وكان العديد منهم من منطقة شمال شرق ولاية أوهايو. أحد المحاربين القدامى الذين جرت مقابلتهم كان الكولونيل تشارلز ماكجي، الذي خدم في الحرب العالمية الثانية والحرب الكورية وحرب فيتنام، وقد قال وايت إنه كان لديه ساعات طيران قتالية أكثر من أي أمريكي آخر. جرى تصوير الفيلم في بيلينغز، مونتانا. جرى إنتاج الفيلم للمساعدة في زيادة الوعي والحصول على الدعم المالي لمشروع الذيل الأحمر، أنتج الفيلم من قبل شركة هيملوك للأفلام ومقرها كليفلاند، وهي شركة إنتاج وايت، وأمّنته شركة باركر هانيفين.
استلهم الفيلم في أثناء تصوير وايت فيلم «الترميم»، بعد أن هبطت سيارة موستانج P-51C للتزود بالوقود والتقى وايت دوج روزند طيار طائرة توسكيجي التابعة لمشروع الذيل الأحمر، عندما سمع وايت أن دون هينز قُتل في حادث تحطم الطائرة نفسها، شعر بأنه مضطر لكتابة قصة تركز عليها. فور مشاركته في المشروع التزمت محطة PBS محلية ببث المنتج النهائي، التي كانت خطوة مبكرة في التطوير الناجح للمشروع. لاحظ نقص الموارد عند بحثه عن الفيلم حول طيارين توسكيجي وشعر بأنه مدفوع لملء الفراغ.

## بث وإصدار القرص المدمج
عرض الفيلم أول مرة في متحف MAPS الجوي في مطار أكرون كانتون الإقليمي في جرين، أوهايو يوم السبت 10 فبراير 2007 وظهر أول مرة خلال البث المتزامن على المحطة التلفزيونية التعليمية (WENO) ومحطات شبكة PBS التي تخدم شمال شرق ولاية أوهايو. أعادت المحطات في اليوم التالي بث البرنامج أربع مرات أخرى بين 13 و20 فبراير ظهر الفيلم أول مرة في غرب ولاية أوهايو في جامعة ولاية رايت في 22 مارس 2007 وفي ذلك الوقت جرى توفير قرص مدمج من قرصين، أصدر للجمهور في شكل قرص في 23 مارس 2007، الفيلم الذي لم يجر تقييمه، كان متاحًا بنسبة عرض إلى ارتفاع 1.33:1 وبتنسيق اللون وتقليل ضوضاء الصوت ونظام اللون NTSC وشاشة عريضة.
أنتج الفيلم بتنسيق الألوان وبدأ الفيلم البث الوطني لقناة PBS خلال شهر التاريخ الأسود في فبراير 2008، ووصل إلى أكثر من 300 شركة تابعة في البث الوطني الأولي، على الرغم من اختلاف التواريخ والأوقات من محطة إلى أخرى، بدأت PBS البث في 5 فبراير، وقامت PBS أيضًا ببث الفيلم لاحقًا في عام 2008 خلال برنامج يوم المحاربين القدامى في نوفمبر.
يتضمن إصدار DVD قرصًا ثانيًا به أربع ساعات من المقابلات الإضافية والمشاهد المحذوفة والصور الثابتة للإنتاج، يرى مراجع من مجلة الطيران أن حزمة الأقراص المدمجة ستتواصل مع جمهور من المرممين الفعليين والطامحين للطائرات القتالية العسكرية، التي يُشار إليها أحيانًا باسم الطيور الحربية، ويلاحظ أن الراوي مايكل دورن هو مالك ورائد طيور حربية